# Uguzon du val Cavargna
Uguzon, selon la tradition, était un berger de Lombardie, Italie, qui distribuait fromages et moutons aux pauvres. Son patron, mécontent, le tua. Il est le martyr de Val Cavargna.
Il est fêté en Italie le 12 juillet
Il est le Saint patron des fromagers. 
En France existe une confrérie, les Compagnons de Saint Uguzon ou Confrérie européenne de la Guilde de Saint Uguzon qui attribue aux artisans méritants une distinction. 